# آسیاب‌آبی مورد خیر
آسیاب آبی مورد خیر مربوط به دوره قاجار است و در شهرستان دشتستان، بخش ارم، روستای موردخیر واقع شده و این اثر در تاریخ ۲۸ اسفند ۱۳۸۵ با شمارهٔ ثبت ۱۸۷۱۷ به‌عنوان یکی از آثار ملی ایران به ثبت رسیده است.